# Чилнов
Чилно́в (болг. Чилнов) — село в Русенській області Болгарії. Входить до складу общини Две-Могили.

## Населення
За даними перепису населення 2011 року у селі проживала 451 особа.
Національний склад населення села:
| Національність   | Кількість осіб | Відсоток |
| ---------------- | -------------- | -------- |
| болгари          | 174            | 39,2%    |
| турки            | 170            | 38,3%    |
| цигани           | 99             | 22,3%    |
| Всього відповіли | 444            |          |

Розподіл населення за віком у 2011 році:
Динаміка населення: